# Georgy Shpagin
Georgy Semyonovich Shpagin ( em russo:  Георгий Семёнович Шпагин, transl. Georgiy Semonovich Shpagin; 17 de abril de 1897 – 6 de fevereiro de 1952) foi um projetista de armas soviético. Ele é mais conhecido como o criador da PPSh-41, uma submetralhadora que foi amplamente utilizada pelo Exército Vermelho na Frente Oriental. Ele também trabalhou com seu colega projetista de armas soviético Vasily Degtyaryov na DShK, uma metralhadora pesada, pouco antes do início da Segunda Guerra Mundial.

## Vida pregressa
Georgy Shpagin nasceu em 17 de abril de 1897 em uma família de camponeses russos em Klyushnikovo, perto de Kovrovo, no que era então o Império Russo. Frequentou a escola durante três anos antes de se tornar carpinteiro aos 12 anos (em 1909).

## Primeira Guerra Mundial e Revolução Russa
Em 1916, Georgy foi convocado pelo Exército Imperial Russo para lutar na Frente Oriental. No ano seguinte, ele foi designado para consertar peças de artilharia. Após a Revolução de Outubro, ingressou no Exército Vermelho e trabalhou como armeiro no Oblast de Vladimir. Depois de 1920, ele esteve em uma oficina projetando armas na mesma área, trabalhando com os projetistas de armas soviéticos Vladimir Grigoryevich Fyodorov e Vasily Degtyaryov.

## Segunda Guerra Mundial
Depois de quase uma década e meia de tentativas frustradas, sua oficina lançou a DShK em 1938. Ainda é amplamente utilizado como arma antipessoal, arma antiaérea e arma antitanque leve. Durante a Segunda Guerra Mundial, cerca de 8.000 unidades da DShK de Shpagin foram produzidas pela União Soviética. Em 1940, ele apresentou seu projeto mais credenciado: o PPSh-41, que se tornaria a arma automática básica usada pelo Exército Vermelho na Frente Oriental. O PPSh-41 foi um projeto preferido porque era barato de produzir e fácil de manter numa época em que a demanda nacional por armas era excepcionalmente alta devido à invasão da União Soviética pela Alemanha. Em 1944, Shpagin tornou-se membro do Partido Comunista. Ele, em competição com o AS-44, também criou seu próprio protótipo de fuzil de assalto chamado ASh-44, que era operado por um sistema de recuo de gases. No entanto, o projeto ASh-44 foi retirado dos testes de avaliação devido a ser incontrolável no disparo totalmente automático, o que levou à emissão de um mandato para que todos os projetos futuros de fuzil fossem trancados na culatra.

## Carreira política e morte
De 1946 a 1950, Shpagin foi membro do Soviete Supremo, o órgão legislativo nacional. Durante esse período, ele ficou gravemente doente e foi diagnosticado com câncer de estômago. Ele morreu da doença em fevereiro de 1952 e foi enterrado no Cemitério Novodevichy, na cidade de Moscou.

## Prêmios e honras
Georgy Shpagin recebeu o Prêmio Estatal Stalin (segunda classe) em 1941, e recebeu o título de Herói do Trabalho Socialista em 16 de setembro de 1945 por sua "criação de novos tipos de armas e aumento do poder de combate do Exército Vermelho" através de seu aclamado projetos de armas. Além disso, recebeu a Ordem da Estrela Vermelha em 1938 e a Ordem de Suvorov (segunda classe) em 1945, além de três prêmios separados da Ordem de Lenin (em 1941, 1943 e 1945).

## Reconhecimento póstumo
Na Rússia, existem grandes monumentos públicos dedicados a Georgy Shpagin em Kovrov e Vyatka, e há também uma rua com o seu nome nesta última cidade.